# Copa de Guinea
La Coupe Nationale es el segundo torneo de fútbol a nivel de clubes más importante de Guinea. La copa fue fundada en el año 1985 y es organizada por la Federación de Fútbol de Guinea.

## Formato
Puede participar cualquier equipo del país y se juega bajo un sistema de eliminación directa.
El campeón obtiene la clasificación a la Copa Confederación de la CAF.

## Palmarés
| Temporada | Campeón           | Resultado        | Finalista                 |
| --------- | ----------------- | ---------------- | ------------------------- |
| 1985      | AS Kaloum Star    |                  |                           |
| 1986      | Olympique Kakandé |                  |                           |
| 1987      | ASFAG Conakry     |                  |                           |
| 1988      | Olympique Kakandé |                  |                           |
| 1989      | Horoya AC         |                  |                           |
| 1990      | Mankona Guéckédou |                  |                           |
| 1991      | ASFAG Conakry     |                  |                           |
| 1992      | Hafia Conakry     |                  |                           |
| 1993      | Hafia Conakry     |                  |                           |
| 1994      | Horoya AC         |                  |                           |
| 1995      | Horoya AC         |                  |                           |
| 1996      | ASFAG Conakry     |                  |                           |
| 1997      | AS Kaloum Star    |                  |                           |
| 1998      | AS Kaloum Star    | 1 - 1 (6-5 pen.) | AS Mineurs de Sangarédi   |
| 1999      | Horoya AC         |                  | AS Kaloum Star            |
| 2000      | Fello Star        | 2 - 1            | Horoya AC                 |
| 2001      | AS Kaloum Star    |                  |                           |
| 2002      | Hafia Conakry     | 5 - 3            | Satellite FC              |
| 2003      | Étoile de Guinée  |                  | Atlético Etoile de Coléah |
| 2004      | Fello Star        | 2 - 2 (5-4 pen.) | Club Industriel de Kamsar |
| 2005      | AS Kaloum Star    | 0 - 0 (5-4 pen.) | Gangan FC                 |
| 2006      | Satellite FC      | 1 - 0            | Club Industriel de Kamsar |
| 2007      | AS Kaloum Star    | 1 - 0            | Satellite FC              |
| 2008      | Satellite FC      | 1 - 1 (5-3 pen.) | FC Séquence               |
| 2009      | AS Baraka Djoma   | 0 - 0 (4-3 pen.) | Hafia Conakry             |
| 2010      | FC Séquence       | 0 - 0 (3-1 pen.) | Satellite FC              |
| 2011      | FC Séquence       | 3 - 1            | AS Ashanti Golden Boys    |
| 2012      | FC Séquence       | 0 - 0 (3-1 pen.) | AS Ashanti Golden Boys    |
| 2013      | Horoya AC         | 1 - 0            | Club Industriel de Kamsar |
| 2014      | Horoya AC         | 3 - 0            | Club Olympique de Coyah   |
| 2015      | AS Kaloum Star    | 1 - 0            | Horoya AC                 |
| 2016      | Horoya AC         | 2 - 1            | AS Kaloum Star            |
| 2017      | Hafia Conakry FC  | 0 - 0 (4-1 pen.) | Horoya AC                 |
| 2018      | Horoya AC         | 1 - 0            | Wakirya AC                |
| 2019      | Horoya AC         | 3 - 0            | Club Industriel de Kamsar |

## Títulos por club
| Club                          | Campeón | Años campeón                                         |
| ----------------------------- | ------- | ---------------------------------------------------- |
| Horoya Conakry AC             | 9       | 1989, 1994, 1995, 1999, 2013, 2014, 2016, 2018, 2019 |
| AS Kaloum Star                | 7       | 1985, 1997, 1998, 2001, 2005, 2007, 2015             |
| Hafia Conakry FC              | 4       | 1992, 1993, 2002, 2017                               |
| ASFAG Conakry                 | 3       | 1987, 1991, 1996                                     |
| FC Séquence                   | 3       | 2010, 2011, 2012                                     |
| Fello Star                    | 2       | 2000, 2004                                           |
| Olympique Kakandé (CI Kamsar) | 2       | 1986, 1988                                           |
| Satellite FC                  | 2       | 2006, 2008                                           |
| Mankona Guéckédou             | 1       | 1990                                                 |
| Étoile de Guinée              | 1       | 2003                                                 |
| AS Baraka Djoma               | 1       | 2009                                                 |